# 楠內斯塔
楠內斯塔（挪威語：Nannestad）是挪威阿克什胡斯郡的市镇，行政中心为泰伊格比恩村。市镇面积为341平方公里，2012年人口数量为11,362人。

## 历史
楠內斯塔作为一个市镇是成立于1838年1月1日。

## 名字及盾徽
本市镇（最早是一个教区）自从第一个教堂在本地建成后以一个老农场而得名。名字中的前面部分是（一个古诺斯语里的男子名）的所有格，名字的后面部分的意思是“农场”。
盾徽的历史不久，是在1990年批准的。盾徽的设计是绿色背景上的三朵款冬花。在该地区有很多款冬花。